# Monasterio Cheri
El monasterio Chagri Dorjeden, también llamado monasterio Cheri, es una congregación budista en Timbu, capital de Bután, establecida en 1620 por Ngawang Namgyal, primer Shabdrung y fundador del país. Se encuentra a 2850 m de altitud, encaramado en la cima de una colina en el valle de Timbu.

## Historia
Según las historias religiosas de Bután, el lugar fue visitado por primera vez por Padmasambhava en el siglo VIII. En el siglo XIII fue visitado por Phajo Drugom Zhigpo, el lama tibetano que fundó la tradición Drukpa (parte de las enseñanzas Kagyu) en Bután. Chagri Dorjeden fue el primer monasterio establecido en el país por Ngawang Namgyal en 1620 cuando tenía 27 años. El Shabdrung pasó tres años en estricto retiro en Chagri y residió allí durante muchos períodos durante el resto de su vida. Fue en Chagri en 1623 que estableció la primera orden monástica Drukpa en Bután. En 1705, el séptimo Druk Desi, Umze Peljor, se retiró al monasterio, donde vivió hasta su muerte en 1707. En mayo de 2021, el edificio se encontraba con una nueva estructura en construcción.